# Базиаш
Базиаш е село в окръг Караш-Северин, Румъния. Това е първото румънско селище по течението на река Дунав. Разположен е на разстояние 1071,8 km от вливането на реката в Черно море.
Селището е образувано в близост до православен сръбски манастир носил същото име. По време на австро-унгарското управление Базиаш (Бузиаш) израства като станция на австрийското параходство. Тук са били бункеровани корабите, плаващи в Долния Дунав.
Към 2002 г. населението на селото наброява 69 жители.